# Алавіди
Алавіди (перс. سلسله علویان طبرستان) — шиїтський емірат, що базувався в Табаристані (Іран). Алавіди були нащадками другого шиїтського імама Хасана ібн Алі. Вони принесли іслам в район Ірану на південь від Каспійського моря. Правління династії завершилося, коли вони зазнали поразки від Саманідів у 928 році. Після поразки частина армії перейшла на сторону Саманідів. Мердавідж, син Зіяра, був одним з генералів, що перекинулися до Саманідів. Пізніше він заснував династію Зіяридів. У війську Алавідів були також Імад ад-Даул і його брати Хассан і Ахмад, представники роду  Буїдів, які також пізніше створили свою династію.

## Еміри Алавідів
- Хасан ібн-Зейд (864—883)
- Мохаммад ібн-Зейд (884—900)
- Хасан ібн-Алі (914—917)

Анти-Саманіди:
- Хасан ібн-Касим (917—928)

Про-Саманіди:
- Ахмад ібн-Хасан (916—923)
- Джафар ібн-Хасан (916—924)
- Мохаммад ібн-Ахмад (924—927)
- Хасан ібн-Ахмад (927)